# Sophronica albomaculata
Sophronica albomaculata är en skalbaggsart som beskrevs av Stefan von Breuning 1970. Sophronica albomaculata ingår i släktet Sophronica och familjen långhorningar.
Artens utbredningsområde är Kenya. Inga underarter finns listade i Catalogue of Life.